# Auł
Auł – podstawowa jednostka społeczna funkcjonująca przez tysiące lat na terenie Wielkiego Stepu, składająca się z od 20 do 100 pasterzy z rodzinami. 
W obrębie jednego aułu żyły blisko ze sobą spokrewnione rodziny, które posiadały wspólną własność i wspólną odpowiedzialność stado bydła, owiec i koni. Prywatną natomiast własnością poszczególnych rodzin były zwykle specjalne namioty – jurty wraz z zawartością.
Auł składał się zwykle z kolonii jurt oraz kręgu pastwiskowego otaczającego tę kolonię. Wspólne stado krów i owiec liczyło od 500 do 2500 sztuk. Ze względu na rodzaj i ilość produktów dostarczanych przez bydło i owce oraz możliwości ich wykarmienia i obsługi w niemal każdym aule wytwarzała się stała proporcja zwierząt do ludzi – odnosi się to do wszystkich aułów na Wielkim Stepie w całej historii tego terenu. W proporcji tej na jednego pasterza przypadało: 
- 5-6 krów,
- 15-20 owiec,
- 2-3 konie (potrzebne do transportu dobytku i nadzorowania stad).

Również współcześni pasterze żyjący wciąż w Kirgistanie, Mongolii i na północnym pograniczu Chin tworzą auły o dokładnie takich samych proporcjach zwierząt do ludzi.
Auł na stepie był i jest zwykłą koniecznością bytową, gdyż pojedyncza rodzina nie ma szans przeżycia, zaś auł liczący ponad 100 pasterzy staje się zbyt wielki, aby można nim sprawnie administrować. Rozrost aułu ponad tę liczbę pasterzy wymaga więc jego podzielenia na dwie mniejsze jednostki. Auł jest zwykle zarządzany przez głowę rodu – zwykle najbardziej doświadczonego, ale wciąż sprawnego fizycznie pasterza. Auł nie przebywa nigdy w jednym miejscu zbyt długo lecz przenosi się w nowe miejsca w miarę tego, jak bydło, konie i owce ogołacają z trawy kolejne pastwiska. Kluczową sprawą dla przeżycia aułu jest właśnie owo pastwisko. 
W czasach historycznych jego zdobycie wymagało (zwłaszcza w okresach suszy) walki o nie z innymi aułami. Stąd pasterze, oprócz nadzorowania stad byli zmuszeni do ciągłej walki z pasterzami z innych aułów i dlatego byli od dzieciństwa stale ćwiczeni w posługiwaniu się łukiem oraz rozmaitymi rodzajami broni białej. Tradycja ta przetrwała do dzisiaj w wielu krajach, jednak obecnie rzadko dochodzi do większych potyczek między aułami, gdyż nadmiarowa ludność ma teraz możliwość emigrowania do miast.